# Dae Jo Yeong
Dae Joyeong is een Zuid-Koreaanse soapserie van het historische genre. De serie wordt uitgezonden door de Zuid-Koreaanse zender, KBS1. De serie Dae Joyeong (In de Engelse release gespeld als Dae Jo-young) gaat over het leven van de stichter van het koninkrijk Balhae, een historische figuur uit de Koreaanse geschiedenis.
De show sleepte in 2007 heel veel prijzen in de wacht tijdens de KBS Acting Awards.